# Клоков, Вячеслав Иванович
Вячесла́в Ива́нович Кло́ков (род. 2 сентября 1959 года в Арзамасе, Нижегородская область, СССР) — советский и российский тяжелоатлет, выступавший в весовой категории до 110 кг. 7-кратный рекордсмен мира.

## Спортивная биография
Чемпион мира и Европы среди юниоров (1979).
Чемпион мира (1983), серебряный призёр чемпионатов мира (1981, 1982).
Чемпион Европы (1983), серебряный призёр чемпионатов Европы (1981, 1982).
Двукратный чемпион СССР (1980, 1982). Серебряный призер чемпионата СССР 1983 года.
Установил 7 рекордов Мира. На чемпионате Мира и Европы в Москве 1983 в 4 попытке пытался установить абсолютный рекорд Мира в толчке 261 кг.
После завершения карьеры спортсмена перешел на тренерскую работу.
- с 1997 по 2000 год — президент Федерации тяжёлой атлетики России (ФТАР);
- с 1998 по 2002 год — вице-президент EWF;
- с 1997 по 2009 год — член технического комитета IWF.

## Награды и звания
- Заслуженный мастер спорта России
- Заслуженный тренер России
- В 2006 году принят в Зал Спортивной Славы тяжелой атлетики IWF.

## Семья
- Сын — Клоков Дмитрий Вячеславович, российский тяжелоатлет, чемпион мира и Европы, серебряный призёр Олимпийских игр 2008.
- Дочь — Клокова Анна Вячеславовна.

## Лучшие результаты
- рывок 192,5 кг
- толчок 247,5 кг
- сумма 440 кг